# 959

959(구백오십구)는 958보다 크고 960보다 작은 자연수다.

## 수학
- 합성수로, 그 약수는 1, 7, 137, 959다. 진약수의 합은 145이므로, 959는 부족수다.
  - 288번째 반소수다. 앞의 반소수는 958, 다음 반소수는 961이다.
- 회문수다.
- {\displaystyle 41^{8}-1}은 959로 나누어떨어진다.

## 과학
- NGC 959(영어판): 삼각형자리 방향에 있는 나선 은하.

## 군사
- U-959(영어판): 제2차 세계 대전에 사용된 나치 독일의 군용 잠수함.

## 문화유산
- 대한민국의 보물 제959호: 경주 기림사 소조비로자나불 복장전적

## 기타
- 연도: 959년, 기원전 959년